# James Benyon
James "Jimmy" Benyon (ur. w 1880 - zm. w XX wieku) – brytyjski kolarz torowy, trzykrotny medalista mistrzostw świata.

## Kariera
Pierwszy sukces w karierze James Benyon osiągnął w 1903 roku, kiedy zdobył srebrny medal w sprincie indywidualnym amatorów podczas mistrzostw świata w Kopenhadze. W zawodach tych wyprzedził go jedynie jego rodak Arthur Reed. Na rozgrywanych rok później mistrzostwach świata w Londynie w tej samej konkurencji był trzeci za Amerykaninem Marcusem Hurleyem i Arthurem Reedem. Ostatni medal zdobył podczas mistrzostw świata w Antwerpii w 1905 roku, gdzie w swej koronnej konkurencji okazał się najlepszy. Ponadto w 1905 roku zwyciężył w Grand Prix Paryża. Nigdy nie wystartował na igrzyskach olimpijskich.